# Jonathan L. Dunnum
Jonathan L. Dunnum (geboren am 12. Juni 1967) ist ein amerikanischer Säugetierforscher. Er ist seit 2006 Kurator der mammologischen Sammlung des Museum of Southwestern Biology der University of New Mexico in Albuquerque.

## Biografie
Jonathan L. Dunnum studierte Biologie an der University of New Mexico. 1993 bekam er seinen Bachelor, 2003 seinen Master mit einer Arbeit über die Systematik und Biogeografie von Meerschweinchen der Gattung Cavia in Bolivien. Parallel zu seinem Masterstudiengang war er Mitarbeiterin der Universität in der Feldforschung und leitete ein Projekt zu Nagetierreservoiren von Hantaviren im Südwesten der Vereinigten Staaten im Auftrag des Centers for Disease Control and Prevention (CDC).
Nachdem er seinem Master absolviert hatte, war er von 2003 bis 2006 Lehr- und Forschungsassistent am Fachbereich Biologische Wissenschaften und Forschungslabor für Naturwissenschaften der Texas Tech University. Seit 2006 arbeitet er als Senior Collection Manager der Säugetiersammlung am Museum of Southwestern Biology der University of New Mexico. Dabei betreut er die nach eigener Darstellung mit mehr als 325.000 Objekten drittgrößte mammalogische Sammlung weltweit, deren Bestand sich während seiner Zeit als Kurator verdoppelt hat. 2009 schloss er seine Doktorarbeit zu Phylogenie, Evolution und Systematik der Meerschweinchen (Caviidae) ab und wurde dafür an der Texas Tech University promoviert.

## Wissenschaftliche Arbeit
Jonathan L. Dunnum konzentriert sich in seiner Forschung auf verschiedene Aspekte der Mammalogie. Durch seine Masterarbeit und die darauf aufbauende Promotion konnte er eine Revision der Systematik der Meerschweinchen vorlegen, die er 2010 gemeinsam mit seinem Doktorvater Jorge Salazar-Bravo von der Texas Tech University veröffentlichte. Wie dieser arbeitete er zudem an der Koevolution von Viren und ihren Wirten sowie die Wechselwirkung zwischen Systematik und Krankheitsökologie sowie der Systematik, Biogeografie, Evolution und dem Artenschutz nordamerikanischer und neotropischer Säugetiere.
In den letzten Jahren veröffentlichte Dunnum geinsam mit Kollegen mehrere Arbeiten zur Bedeutung und Organisation wissenschaftlicher Sammlung, darunter etwa einer Arbeit zu Standards zur Sammlung genetischer Ressourcen für die American Society of Mammalogists sowie weiterer zur Sammlung von Parasiten und Pathogenen von Säugetieren.
Für die Roten Listen der International Union for Conservation of Nature (IUCN) lieferte er zudem 2008 zahlreiche naturschutzrechtliche Bewertungen für Säugetiere in Nord- und Südamerika.

## Belege
1. 1 2 3  Curriculum Vitae, Jonathan L. Dunnum, Stand 2020
2. ↑  J.L. Dunnum, J. Salazar-Bravo: Molecular systematics, taxonomy and biogeography of the genus Cavia (Rodentia: Caviidae). Journal of Zoological Systematics and Evolutionary Research 48(4), 2010; S. 376–388. doi:10.1111/j.1439-0469.2009.00561.x.
3. ↑  Caleb D. Phillips, Jonathan L. Dunnum, Robert C. Dowler, Lisa C. Bradley, Heath J. Garner, Kathryn A. MacDonald, Burton K. Lim, Marcia A. Revelez, Mariel L. Campbell, Holly L. Lutz, Nicté Ordóñez Garza, Joseph A. Cook, Robert D. Bradley, Systematic Collections Committee of the American Society of Mammalogists: Curatorial guidelines and standards of the American Society of Mammalogists for collections of genetic resources. Journal of Mammalogy 100 (5), 2019; S. 1690–1694. doi:10.1093/jmammal/gyz111.
4. ↑  Kurt E. Galbreath, Eric P. Hoberg, Joseph A. Cook, Blas Armién, Kayce C. Bell, Mariel L. Campbell, Jonathan L. Dunnum, A. T. Dursahinhan, R. P. Eckerlin, S. L. Gardner, S. E. Greiman, H. Henttonen, F. A. Jiménez, A. V. A. Koehler, B. Nyamsuren, V. V. Tkach, F. Torres-Pérez, A. Tsvetkova, A. G. Hope: Building an integrated infrastructure for exploring biodiversity: field collections and archives of mammals and parasites. Journal of mammalogy 100 (2), 2019; S. 382–393. doi:10.1093/jmammal/gyz048
5. ↑  J.L. Dunnum, R. Yanagihara, K.M. Johnson, B. Armien, N. Batsaikhan, L. Morgan, J. Cook: Biospecimen Repositories and Integrated Databases as Critical Infrastructure for Pathogen Discovery and Pathobiology Research. Plos Neglected Tropical Diseases 11 (1), 2017: e0005133. doi:10.1371/journal.pntd.0005133.